# Wilson Creek (Washington)
Pour les articles homonymes, voir Wilson Creek.
Wilson Creek est une ville américaine située dans le comté de Grant, dans l'État de Washington. Selon le recensement de 2020, sa population est de 204 habitants.